# 出连辅政
出連輔政（？—？），五胡十六国西秦政治人物，鲜卑族，姓出连。

## 生平
427年，西秦乞伏炽磐任命宁朔将军出连辅政为梁州刺史，坐镇赤水。氐王杨玄派将军苻白作，在赤水围攻出连辅政。赤水城中粮草断绝，百姓生擒出连辅政，开城门投降。出连辅政在被押送途中，走到骆谷，逃回西秦。428年，北凉沮渠蒙逊讨伐西秦，遇到乞伏元基阻击。沮渠蒙逊率军回攻西平，西秦征虏将军出连辅政等率骑兵二千人赶赴救援。429年，出连辅政还没有赶到西平，沮渠蒙逊已攻陷了西平城，活捉了西平郡太守麹承。431年，夏国赫连定派遣他的叔父北平公赫连韦伐率领一万人攻打西秦国王乞伏暮末据守的南安城。西秦侍中、征虏将军出连辅政，侍中、右卫将军乞伏延祚、吏部尚书乞伏跋跋等，逃出城去，投降了夏国。